# Thelypteris rubra
Thelypteris rubra là một loài thực vật có mạch trong họ Thelypteridaceae. Loài này được (Ching) K. Iwats. miêu tả khoa học đầu tiên năm 1963.